# Международна азбука за транслитерация на санскрит
Международна азбука за транслитерация на санскрит (IAST, International Alphabet of Sanskrit Transliteration) е система, представляваща академичен стандарт за предаване на санскрит посредством латиница с диакритични знаци. IAST се базира на стандарт, приет през 1894 г. на Международния Конгрес на ориенталистите в Женева. Фактически той е стандарт за печатни публикации, а също, посредством използването на Уникод – за представяне на електронни текстове.
IAST позволява да се предава фонетично точна транскрипция за индийските писмени системи, такива като деванагари.
Освен това, общоприета практика е записването на езика пали с помощта на системата IAST, без използване на друга индийска писмена система.

## Символи на IAST
Тук е представена обобщена таблица за азбуката IAST (главни и малки букви) в сравнение с деванагари и е посочена фонетиката чрез IPA (в квадратни скоби).

| अ [ɐ] a A | आ [a:] ā Ā | इ [i] i I | ई [i:] ī Ī | उ [u] u U | ऊ [u:] ū Ū | ऋ [ɹ̩] ṛ Ṛ | ॠ [ɹ̩:] ṝ Ṝ | ऌ [l̩] ḷ Ḷ | ॡ [l̩:] ḹ Ḹ | гласни |

| ए [e:] e E | ऐ [a:i] ai Ai | ओ [o:] o O | औ [a:u] au Au | дифтонги |

| अं [ⁿ] ṃ Ṃ | анусвара |
| अः [h] ḥ Ḥ | висарга  |

| क [k] k K    | च [c] c C    | ट [ʈ] ṭ Ṭ    | त [t] t T    | प [p] p P    | глухи               |
| ख [kʰ] kh Kh | छ [cʰ] ch Ch | ठ [ʈʰ] ṭh Ṭh | थ [tʰ] th Th | फ [pʰ] ph Ph | придихателни глухи  |
| ग [g] g G    | ज [ɟ] j J    | ड [ɖ] ḍ Ḍ    | द [d] d D    | ब [b] b B    | звучни              |
| घ [gʰ] gh Gh | झ [ɟʰ] jh Jh | ढ [ɖʰ] ḍh Ḍh | ध [dʰ] dh Dh | भ [bʰ] bh Bh | придихателни звучни |
| ङ [ŋ] ṅ Ṅ    | ञ [ɲ] ñ Ñ    | ण [ɳ] ṇ Ṇ    | न [n] n N    | म [m] m M    | назални съгласни    |
|              | य [j] y Y    | र [r] r R    | ल [l] l L    | व [v] v V    | полугласни          |
|              | श [ʃ] ś Ś    | ष [ʂ] ṣ Ṣ    | स [s] s S    |              | шептящи             |
| ह [ɦ] h H    |              |              |              |              | звънки фрикативни   |

Забележка: в някои руски издания (например, в „Санскритско-русский словарь“ на В. А. Кочергин) вместо ś се използва ç, а вместо ṅ – n̄.
Освен IAST съществуват също няколко схеми за транслитерация на санскрит и на други езици от Югоизточна Азия, обаче те не са толкова гъвкави и удобни за ползване, поради което са по-малко популярни.